# Ferenc Deák (piłkarz)
Ferenc Deák (ur. 16 stycznia 1922 w Budapeszcie, zm. 18 kwietnia 1998 tamże) – węgierski piłkarz, który występował na pozycji napastnika. W latach 1946–1949 reprezentant Węgier.

## Kariera klubowa
Karierę seniorską rozpoczynał w Szentlőrinci AC. W debiucie, rozegranym w 1940, zdobył 6 goli. W sezonie 1945/1946 zdobył 66 goli i został wybrany piłkarzem roku na Węgrzech. W 1947 przeniósł się do Ferencvárosi TC, z którym w sezonie 1948/1949 zdobył mistrzostwo Węgier. Łącznie w barwach Ferencvárosi zanotował 111 meczów, w których zdobył 155 bramek. W 1950 został zawodnikiem Újpest FC. Później grał w barwach Spartacus Budapest, Vörös, a jego ostatnim klubem w karierze klubowej było BFC Siófok.

## Kariera reprezentacyjna
6 października 1946 zadebiutował w reprezentacji Węgier w wygranym 2:0 meczu z Austrią, strzelając obie bramki. W drugim meczu dla reprezentacji z Luksemburgiem (7:2) skompletował hat-tricka. 17 sierpnia zdobył cztery gole w wygranym 9:0 spotkaniu przeciwko Bułgarii. 10 lipca 1949 czterokrotnie trafił w wygranym 8:2 meczu z Polską. Łącznie dla drużyny narodowej zdobył 29 bramek, rozgrywając 20 meczów.

## Sukcesy

### Ferencvárosi TC
- Mistrzostwo Węgier: 1948/1949

### Reprezentacyjne
- Puchar bałkański: 1947

### Wyróżnienia
- Piłkarz roku na Węgrzech: 1946

### Indywidualne
- Król strzelców Nemzeti Bajnokság I: 1945/1946 (66 goli), 1946/1947 (48 goli), 1948/1949 (59 goli)
- Król strzelców Pucharu bałkańskiego: 1947 (5 goli)